# Ерик Радомски
Ерик Радомски (на английски: Eric Radomski) е американски телевизионен продуцент, най-тясно свързан с Warner Bros. Познат е като един от продуцентите на „Батман: Анимационният сериал“.
Радомски работи като художник по фоновете в анимационния сериал „Приключенията на Шантавите рисунки“, успехът на първия филм на Тим Бъртън за Батман кара Warner Bros. да предприемат анимационен сериал за Батман, където по-късно той работи с дизайнера на персонажи Брус Тим. На Радомски е идеята да се използват светли цветове върху черна хартия, а не тъмни върху бяла.
На 7 март 2008 г. канадската компания за видеоигри Throwback Entertainment назначава Радомски за началник на креативния отдел.